# Sushruta

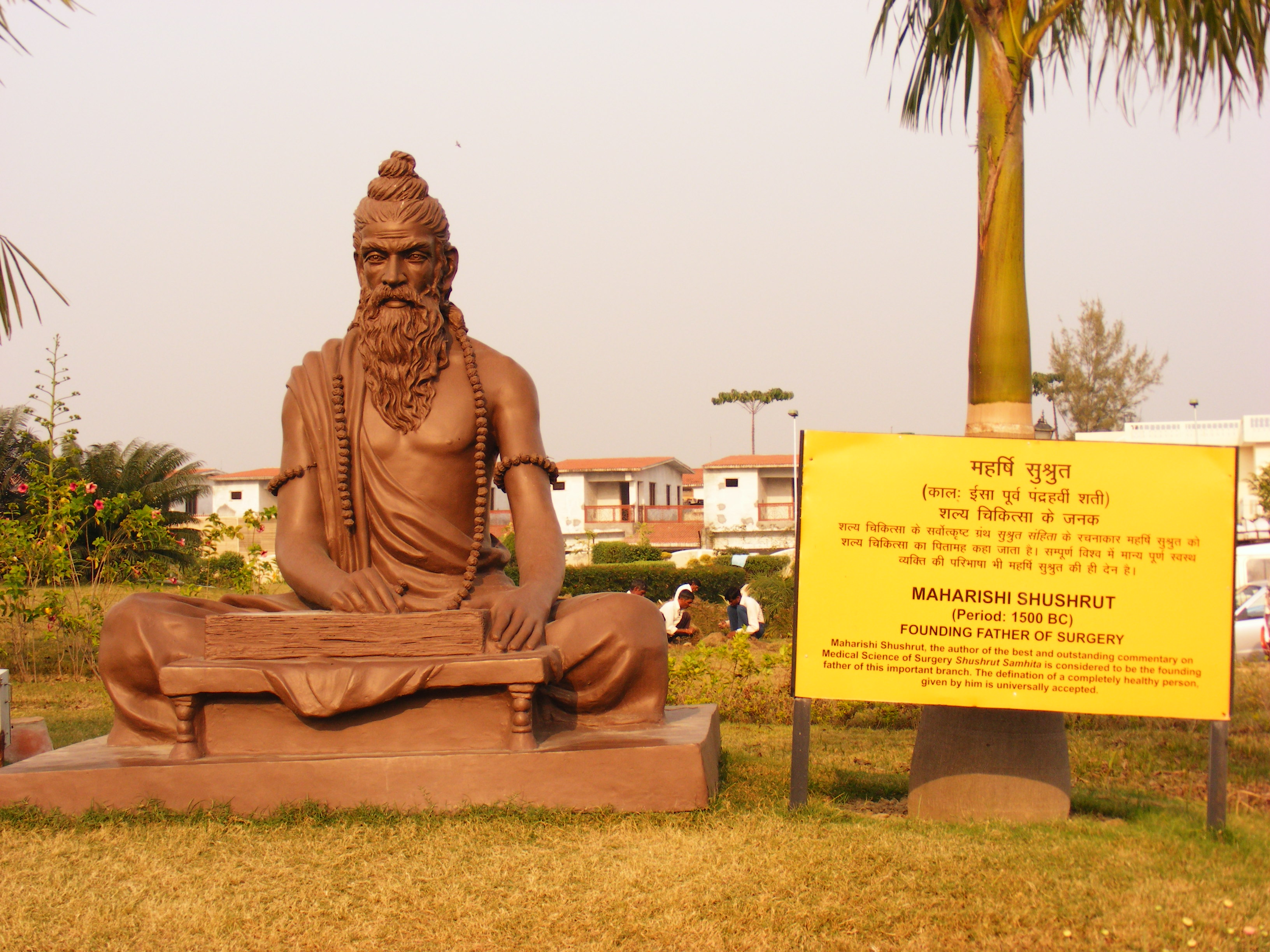
सुश्रुत

Sushruta foi um cirurgião e professor de Aiurveda que floresceu na cidade indiana de Benares (Kashi) no século VI a.C.. O tratado médico Sushruta Samhita— compilado em sânscrito védico - é atribuído a ele. O Sushruta Samhita contém diversas referências detalhadas a doenças e procedimentos médicos. É considerado o "Pai da Cirurgia".

## Biografia
Sushruta serviu como cirurgião em Kashi, onde praticou medicina e identificou o tratamento e a origem de diversas doenças. A literatura arcaica da Índia data de antes de 1400 a.C. e a família brâmica de alfabetos apareceu no século III a.C.. As obras literárias passaram a ter maior visibilidade durante o primeiro milênio antes de Cristo, período em que surgiu o Sushruta Samhita. A obra de Sushruta foi compilada no século VI a.C.. Sushruta era familiarizado com o texto religioso Atharva-veda e sua obra é mencionada na literatura dos Brāhmaṇas, especialmente o Shatapatha Brahmana.

## Legado
O material escrito mais antigo já encontrado em escavações arqueológicas a conter as obras de Sushruta é o Manuscrito Bower - que data do século IV d.C., quase um milênio depois da data em que foram escritas originalmente.
As obras médicas de Sushruta e de outro médico indiano, Charaka, foram traduzidas para o árabe durante o Califado Abássida (750). Estas obras em árabe chegaram à Europa através de intermediários; na Itália, a família Branca, da Sicília, e Gaspare Tagliacozzi, de Bolonha, familiarizaram-se com as técnicas de Sushruta.
Médicos ingleses viajaram até a Índia para ver rinoplastias sendo executadas por métodos nativos. Os relatos sobre as rinoplastias indianas foram publicadas na Gentleman's Magazine em 1794. Joseph Constantine Carpue passou 20 anos na Índia, estudando métodos locais de cirurgia plástica, e realizou a primeira rinoplastia de grande porte no Ocidente em 1815. Os instrumentos descritos no Sushruta Samhita foram modificados e aperfeiçoados no mundo ocidental.